# Herrarnas dubbelsculler i rodd vid olympiska sommarspelen 2004
Herrarnas dubbelsculler i rodd vid olympiska sommarspelen 2004 avgjordes mellan den 14 och 21 augusti 2004.

## Medaljörer
| Gren          | Guld                                         | Silver                        | Brons                                        |
| Dubbelsculler | Sebastien Vieilledent och Adrien Hardy (FRA) | Iztok Čop och Luka Špik (SLO) | Rossano Galtarossa och Alessio Sartori (ITA) |

## Resultat

### Heat

#### Heat 1
| Placering | Roddare                                              | Land       | Tid     | Noteringar |
| --------- | ---------------------------------------------------- | ---------- | ------- | ---------- |
| 1         | Sébastien Vieilledent Adrien Hardy                   | Frankrike  | 6:45,76 | SF         |
| 2         | Milan Dolecek Jr. Ondřej Synek                       | Tjeckien   | 6:50,67 | SF         |
| 3         | Brendan Long Peter Hardcastle                        | Australien | 6:52,34 | SF         |
| 4         | Rene Bertram Christian Schreiber                     | Tyskland   | 6:58,22 | R          |
| 5         | Yosbel Martinez Hechevarria Yoennis Hernandez Arruez | Kuba       | 7:02,95 | R          |

#### Heat 2
| Placering | Roddare                            | Land           | Tid     | Noteringar |
| --------- | ---------------------------------- | -------------- | ------- | ---------- |
| 1         | Rossano Galtarossa Alessio Sartori | Italien        | 6:40,82 | SF         |
| 2         | Matthew Wells Matthew Langridge    | Storbritannien | 6:48,13 | SF         |
| 3         | Aquil Abdullah Henry Nuzum         | USA            | 6:52,34 | SF         |
| 4         | Michał Jeliński Adam Wojciechowski | Polen          | 7:00,38 | R          |
| 5         | Akos Haller Gabor Bencsik          | Ungern         | 7:05,20 | R          |

#### Heat 3
| Placering | Roddare                             | Land      | Tid     | Noteringar |
| --------- | ----------------------------------- | --------- | ------- | ---------- |
| 1         | Luka Špik Iztok Čop                 | Slovenien | 6:45,26 | SF         |
| 2         | Nils-Torolv Simonsen Morten Adamsen | Norge     | 6:49,90 | SF         |
| 3         | Leonid Gulov Tõnu Endrekson         | Estland   | 6:58,80 | SF         |
| 4         | Kęstutis Keblys Einaras Šiaudvytis  | Litauen   | 7:07,13 | R          |

### Återkval
| Placering | Roddare                                              | Land     | Tid     | Noteringar |
| --------- | ---------------------------------------------------- | -------- | ------- | ---------- |
| 1         | Akos Haller Gabor Bencsik                            | Ungern   | 6:15,60 | SF         |
| 2         | Yosbel Martinez Hechevarria Yoennis Hernandez Arruez | Kuba     | 6:16,38 | SF         |
| 3         | Rene Bertram Christian Schreiber                     | Tyskland | 6:16,94 | SF         |
| 4         | Michał Jeliński Adam Wojciechowski                   | Polen    | 6:17,51 |            |
| 5         | Kęstutis Keblys Einaras Šiaudvytis                   | Litauen  | 6:24,56 |            |

### Semifinaler

#### Semifinal A
| Placering | Roddare                             | Land       | Tid     | Noteringar |
| --------- | ----------------------------------- | ---------- | ------- | ---------- |
| 1         | Rossano Galtarossa Alessio Sartori  | Italien    | 6:11,49 | FA         |
| 2         | Sébastien Vieilledent Adrien Hardy  | Frankrike  | 6:12,40 | FA         |
| 3         | Aquil Abdullah Henry Nuzum          | USA        | 6:14,69 | FA         |
| 4         | Nils-Torolv Simonsen Morten Adamsen | Norge      | 6:14,69 | FA         |
| 5         | Rene Bertram Christian Schreiber    | Tyskland   | 6:20,70 | FB         |
| 6         | Brendan Long Peter Hardcastle       | Australien | 6:22,69 | FB         |

#### Semifinal B
| Placering | Roddare                                              | Land           | Tid     | Noteringar |
| --------- | ---------------------------------------------------- | -------------- | ------- | ---------- |
| 1         | Luka Špik Iztok Čop                                  | Slovenien      | 6:11,96 | FA         |
| 2         | Leonid Gulov Tõnu Endrekson                          | Estland        | 6:12,80 | FA         |
| 3         | Milan Dolecek Jr. Ondřej Synek                       | Tjeckien       | 6:13,65 | FA         |
| 4         | Matthew Wells Matthew Langridge                      | Storbritannien | 6:13,71 | FB         |
| 5         | Akos Haller Gabor Bencsik                            | Ungern         | 6:23,81 | FB         |
| 6         | Yosbel Martinez Hechevarria Yoennis Hernandez Arruez | Kuba           | 6:24,54 | FB         |

### Finaler

#### Final A
| Placering | Roddare                             | Land      | Tid     | Noteringar |
| --------- | ----------------------------------- | --------- | ------- | ---------- |
| 1         | Sébastien Vieilledent Adrien Hardy  | Frankrike | 6:29,00 |            |
| 2         | Luka Špik Iztok Čop                 | Slovenien | 6:31,72 |            |
| 3         | Rossano Galtarossa Alessio Sartori  | Italien   | 6:32,93 |            |
| 4         | Leonid Gulov Tõnu Endrekson         | Estland   | 6:35,30 |            |
| 5         | Milan Dolecek Jr. Ondřej Synek      | Tjeckien  | 6:35,81 |            |
| 6         | Aquil Abdullah Henry Nuzum          | USA       | 6:36,86 |            |
| 7         | Nils-Torolv Simonsen Morten Adamsen | Norge     | 6:37,25 |            |

#### Final B
| Placering | Roddare                                              | Land           | Tid     | Noteringar |
| --------- | ---------------------------------------------------- | -------------- | ------- | ---------- |
| 1         | Matthew Wells Matthew Langridge                      | Storbritannien | 6:14,40 |            |
| 2         | Rene Bertram Christian Schreiber                     | Tyskland       | 6:14,97 |            |
| 3         | Yosbel Martinez Hechevarria Yoennis Hernandez Arruez | Kuba           | 6:15,37 |            |
| 4         | Akos Haller Gabor Bencsik                            | Ungern         | 6:15,39 |            |
| 5         | Brendan Long Peter Hardcastle                        | Australien     | 6:22,57 |            |